# Руп Сінґг
Руп Сінґг (8 вересня 1910 — 16 грудня 1977) — індійський хокеїст на траві.
Олімпійський чемпіон 1932, 1936 років.
Переможець Західноазійських ігор 1934 року.